# خاک غریب
خاک غریب (انگلیسی: Unaccustomed Earth) مجموعه‌ای از چند داستان کوتاه نوشته جومپا لاهیری نویسنده هندی آمریکایی است که در سال ۲۰۰۸ منتشر شد. این کتاب دومین مجموعه داستان لاهیری بعد از مترجم دردها -که برنده جایزه پولیتزر ادبی شد- به شمار می‌رود. 

## مضمون
مانند اغلب آثار لاهیری، داستان‌های این مجموعه نیز به هندی آمریکایی‌ها می‌پردازد که تلاش می‌کنند در سرزمین جدیدی که به آن مهاجرت کرده‌اند ریشه بگیرند. شخصیت این داستان‌ها همه مهاجران هندی و بجه‌های آمریکایی‌شده‌شان هستند که بین دو کشور و دو فرهنگ متفاوت قرار گرفته‌اند و در واقع به هیچ‌کدام نیز تعلق ندارند. کتاب شامل هشت داستان است که ماجرای آنها در جاهایی چون کمبریج و سیاتل، واشینگتن گرفته تا هند و تایلند اتفاق می‌افتد.

منتقدی دربارهٔ این کتاب گفته که آمریکای به تصویر کشیده شده در این داستان‌ها متهورانه و واقعی نیست و کهنه و منسوخ است و لاهیری عملاً نتوانسته با بی‌کفایتی‌های این آمریکای نخبه‌گرا و و احساس نژادپرستی نهفته در افکار آدم‌های آن به ستیز برخیزد و در نتیجه خاک غریب یک کتاب واقعاً برانگیزاننده یا خلاق و نوآورانه نیست.
این کتاب در فهرست مرور کتاب نیویورک تایمز در رده اول بهترین کتاب سال ۲۰۰۸ قرار گرفت و جایزه بین‌المللی فرانک اکانر برای داستان کوتاه را نیز برای لاهیری به ارمغان آورد.

این کتاب را امیرمهدی حقیقت با نام خاک غریب و گلی امامی با نام به کسی مربوط نیست به فارسی ترجمه کرده‌اند.